# Jiří Murdych
Jiří Murdych (* 27. února 1949) je bývalý československý cyklista a cyklokrosař.
Na mistrovství Československa v cyklokrosu získal 6x bronzovou medaili. V sezoně 1969/70 vyhrál 1. ročník československého národního poháru v cyklokrosu.  Startoval pětkrát na MS v cyklokrosu, v roce 1971 byl osmý, 1972 v Praze 9. Byl členem oddílu Autoškoda Mladá Boleslav.
Společně s bývalým cyklokrosařem Petrem Kloučkem pořádali silniční závody Author 50 Český ráj.